# Солдатське (Голованівський район)
Солда́тське — село в Україні, в Новоархангельській селищній громаді Голованівського району Кіровоградської області. Населення становить 92 осіб.

## Населення
Згідно з переписом УРСР 1989 року чисельність наявного населення села становила 131 особа, з яких 58 чоловіків та 73 жінки.
За переписом населення України 2001 року в селі мешкали 92 особи. 100 % населення вказало своєю рідною мовою українську мову.

## Відомі уродженці
- Куніцин Никифір Іванович — Герой Соціалістичної Праці.